# Henry Lee III

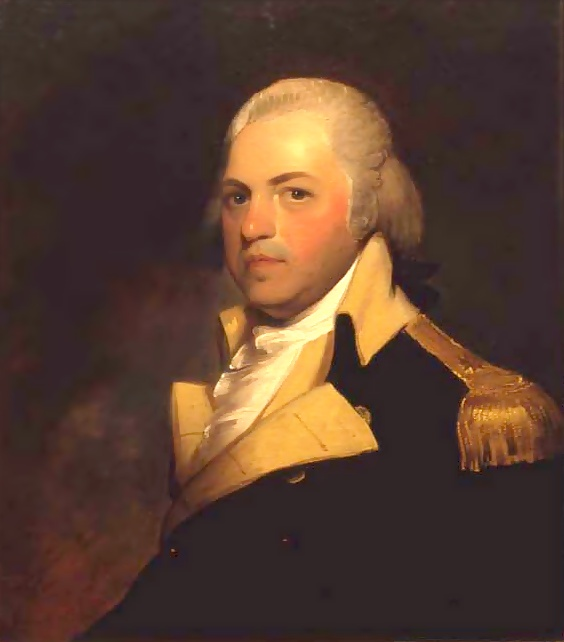
Henry Lee, von William Edward West, um 1838

Henry Lee III (* 29. Januar 1756 in Dumfries, Prince William County, Colony of Virginia; † 25. März 1818 auf Cumberland Island, Georgia) war ein Kavallerieoffizier des Amerikanischen Unabhängigkeitskrieges, Politiker, Gouverneur von Virginia und Autor. Er war der Vater von Robert E. Lee, dem prominentesten General der Südstaatenarmee im Sezessionskrieg.

## Kavallerieoffizier im Unabhängigkeitskrieg

Wappen der Familie Lee

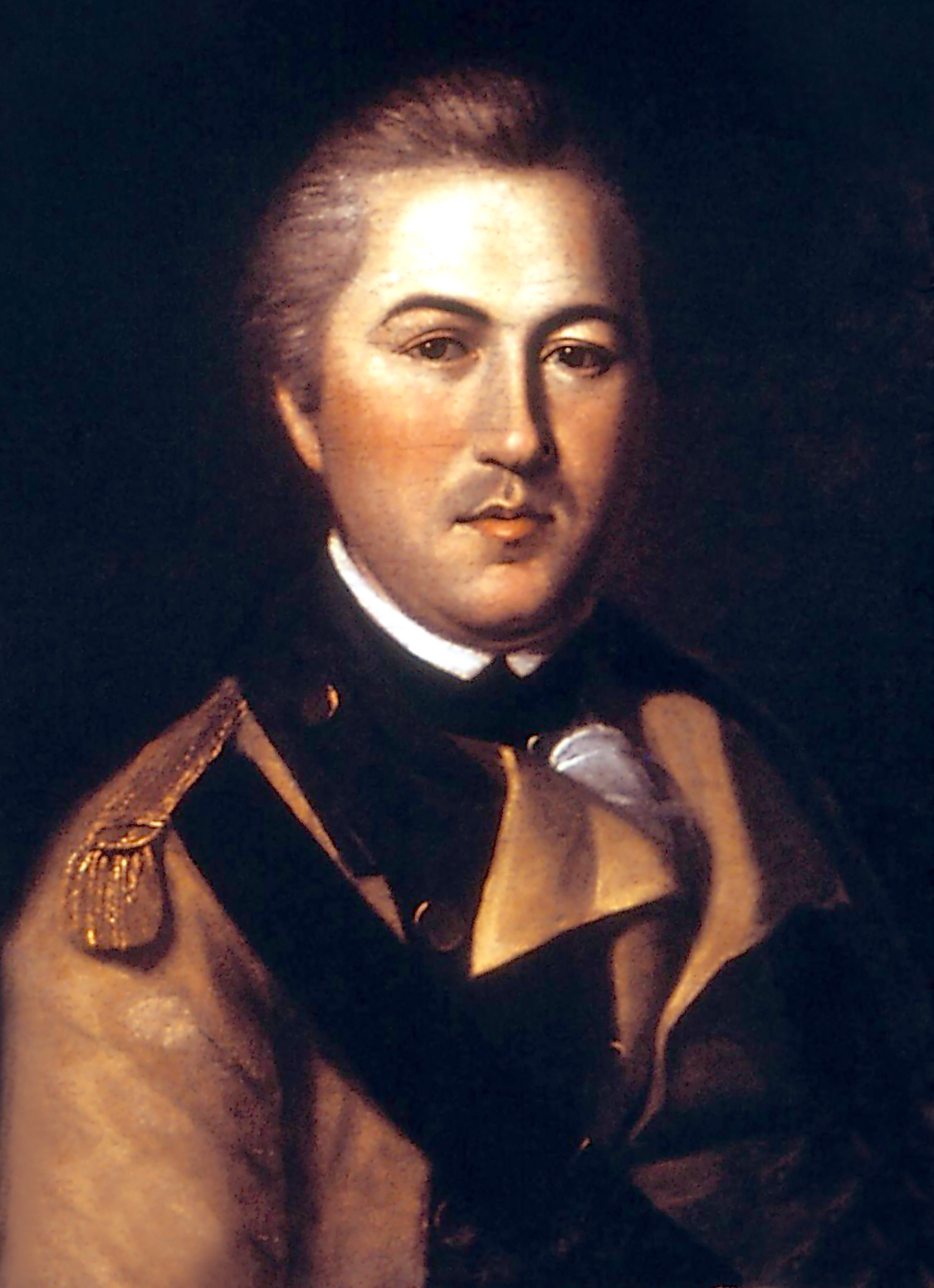
Henry Lee, Jugendbildnis

Er war der Sohn von Henry Lee II und Lucy Grymes. Aus einer der reichsten Familien des Landes stammend waren seine Cousins Arthur, Francis und Richard ebenfalls bedeutende Persönlichkeiten, während der bald als Light-Horse Harry (wegen der Leichten Kavallerie) benannte Henry Lee zunächst durch militärische Erfolge glänzte.
1773 graduierte Lee am College von New Jersey, aus dem später die Princeton University hervorgehen sollte. In den historischen Beschreibungen wird der blonde, blauäugige Lee als geistreich und begeisterungsfähig beschrieben. Als perfekter Reiter war er für die Waffengattung der Kavallerie wie geschaffen und trat den Truppen seines späteren Mentors George Washington bereits 1775 bei. Als Captain der Virginia Light Dragoons setzte man ihn zunächst im nördlichen Kampfgebiet ein, wo er Raids gegen die britischen Nachschublinien erfolgreich befehligte. Washington erkannte das Talent und beförderte ihn 1778 zum Major, wodurch Lee nun drei Kavallerie-Kompanien und eine Schützen-Schwadron befehligte.
Mit der überraschenden Eroberung des Forts bei Paulus Hook (heute Jersey City) am 19. August 1779 feierte er seinen ersten militärischen Erfolg. Dafür wurde er zum Lieutenant-Colonel ernannt und erhielt im September mit einer Congressional Gold Medal die höchste Auszeichnung, die während des Amerikanischen Unabhängigkeitskrieges unterhalb des Generalsrangs verliehen wurde. Während des Feldzugs in North Carolina 1780 kämpfte er mit seinen Dragonern unter General Nathanael Greene ebenso aufopfernd und brillant, um bei der Schlacht bei Guilford Court House und bei Eutaw Springs sowie Camden sich ebenso unter Beweis zu stellen.
Nach der Kapitulation der Briten in Yorktown nahm Lee aufgrund seiner schlechten Gesundheit seinen Abschied und heiratete seine Cousine „Divine Matilda“ Lee. Stratford Hall war als Mitgift in die Ehe eingebracht worden, aber Lee interessierte sich weniger für die Landwirtschaft als für die Politik.
Henry Lee wurde im Laufe des Unabhängigkeitskrieges in einer sogenannten Feldloge in den Bund der Freimaurer aufgenommen. Seine Mutterloge war nach dem Krieg die Hiriam Lodge 59 in Westmoreland County (Virginia).

## Der Politiker
Nach dem Krieg wählte man ihn 1785 alsbald in den Kontinentalkongress, wo er eine starke Zentralregierung befürwortete. Drei Jahre später galt er als einer der politischen Führer, der auch Virginias Deputierte zur Unterzeichnung der Verfassung bewegte.
1790 starb seine Frau nach nur acht Jahren gemeinsamer Ehe und hinterließ drei minderjährige Kinder und einen schwer trauernden Ehemann.
Zwischen 1791 und 1794 amtierte er als Gouverneur Virginias, um im letztgenannten Jahr auch als Oberbefehlshaber im Rang eines Generalmajors jener Truppen zu fungieren, die sein enger Freund, Präsident George Washington, zur Unterdrückung der so genannten „Whiskey-Rebellion“ ausgehoben hatte. Während seiner Amtszeit in Richmond verliebte er sich in Ann Hill Carter von der benachbarten Shirley Plantage und heiratete sie 1793.
Der Anhänger der Föderalisten saß auch von 1799 bis 1801 im Repräsentantenhaus der Vereinigten Staaten. Als Washington mit nur 67 Jahren starb, war es Henry Lee, der in einer ehrenden Resolution auf Bitten des Kongresses die einprägsame, aber auch glorifizierende Formulierung „First in war, first in peace and first in the hearts of his countrymen (…) second to none in the humble and endearing scenes of private life“ niederschrieb.
War Lee als militärischer Führer mutig und als Politiker gradlinig gewesen, so war er als Geschäftsmann wenig erfolgreich. In dem Bemühen seine sechsköpfige Familie zu ernähren, hatte er sich mit Landspekulationen hoffnungslos verschuldet. Aufgrund dessen inhaftierte man ihn 1808/09. Drei Jahre später führte erneut ein Gefängnis zu einer Schicksalswende in seinem Leben. Er besuchte am 27. Juli 1812 Alexander Contee Hanson in dessen Haus in Baltimore. Dieser hatte zuvor in seiner Zeitung The Federal Republican Präsident James Madison und den Krieg von 1812 kritisiert. Ein wütender Mob versammelte sich daraufhin vor Hansons Haus, in dem sich neben Lee noch 21 weitere Gäste befanden. Es kam zu einem Schusswechsel mit der Menge, bei der ein Angreifer den Tod fand. Als die Miliz Marylands eintraf, nahm sie Hanson, Lee und die anderen Hausgäste in Schutzhaft. Am nächsten Abend hatte sich die Miliz zurückgezogen und dem Mob das Feld überlassen, der nun in das Courthouse einbrach und die Gefangenen misshandelte, wobei Lee schwere Verletzungen erlitt.
Wie manch anderer in finanzielle Schwierigkeiten geratene Politiker und Militärs jener Epoche betätigte er sich als Buchautor. Doch er schrieb es sogar in der oben erwähnten Haft. In den „Memoirs of the War in the Southern Department“ beschrieb er jene Kämpfe, an denen er einst teilgenommen hatte. Nach der Erstauflage 1812, die sich nach Erscheinen nur mäßig verkaufte, erfuhr das bis heute als Referenz geltende Werk 1869 eine Neuauflage, in der sein Sohn, der berühmte Südstaaten-General Robert E. Lee, eine biografische Skizze zum Leben seines Vaters eingefügt hatte.
Von seinen Verletzungen erholte sich Henry Lee nie. Er starb im Haus der Tochter seines einstigen Vorgesetzten Greene nach der Rückkehr von den westindischen Inseln, wohin er sich vor seinen Gläubigern „zurückgezogen“ hatte und zudem seine Gesundheit schonen wollte.
Nach ihm ist Lee County in Virginia benannt.

## Werke
- Memoirs of the War in the Southern Department. New York 1812.